# Christian Oliver
Christian Oliver (Celle, 3 de marzo de 1972-Bequia, San Vicente y las Granadinas, 4 de enero de 2024) fue un actor y modelo alemán.

## Biografía
Oliver se crio en Fráncfort del Meno y asistió a la Freiherr-vom-Stein-Schule. Participó en la serie alemana Alerta Cobra, de la cadena de televisión alemana RTL, en la que interpretaba el papel de Jan Richter. 
En Estados Unidos actuó en la serie Salvados por la campana: La nueva clase y la película Que comer su corazón. En 2006 hizo su segunda aparición en cine en la película estadounidense The Good German, al lado de George Clooney y Cate Blanchett, dirigida por Steven Soderbergh. En 2008 Christian Oliver interpretó a uno de los hermanos protagonistas en la película Speed Racer, dirigida por las hermanas Wachowski.
En Valkyrie (2008), de Bryan Singer, interpretó a sargento-mayor Adam.
La revista estadounidense People nombró a Oliver en una ocasión uno de los "50 hombres más bellos del universo".

## Fallecimiento
Oliver y sus dos hijas, Madita y Annik, murieron el 4 de enero de 2024 después de que un avión privado propiedad de su piloto, Robert Sachs, se estrellara en la costa de Bequia, aproximadamente a 15 kilómetros de Kingstown, capital de San Vicente y las Granadinas. La avioneta había partido a las 16.00 GMT desde el aeropuerto James Mitchell en Bequia, pero minutos después, y justo después de despegar, se precipitó específicamente a una milla náutica al oeste de Pequeña Nieves. El accidente fue registrado en video y compartido en redes sociales. El diario local Searchlight reportó que el piloto Robert Sachs alcanzó a alertar a la torre de control del aeropuerto que estaba teniendo problemas y que quiso regresar a la pista. Los cuerpos fueron rescatados por la guardia costera del país con la ayuda de pescadores y buzos, quienes recuperaron los cuatro cuerpos. La causa del accidente todavía se desconoce, aunque la policía ya se encuentra investigando la misma. Se estableció que los cuatro ocupantes de la aeronave murieron en el impacto.

## Filmografía
| - 1994-1995: Star Club L.A. - 1994–1995: Saved by the Bell: The New Class - 1995: The Baby-Sitters Club - 1997: First Love - Die große Liebe - 1997: Rosamunde Pilcher - 1997: Two Sisters - 1997: Eat Your Heart Out - 1998: Sliders - 1999: V.I.P. – Die Bodyguards - 1999: Götterdämmerung − Morgen stirbt Berlin - 1999: Fighter (Romantic Fighter) - 2000: Medal of Honor: Underground (Sprecher) - 2001: Undressed - Wer mit wem? - 2001: Kept - 2001: Schlaf mit meinem Mann - 2001: Ablaze - 2002: A Light in the Forest - 2003–2004: Alerta Cobra (28 episodios) - 2004: Frostbite - 2004: Law & Order – Justice Is Served (Sprecher) | - 2005: Subject Two (Außerdem Co-Produzent) - 2005: El regreso - 2006: The Good German - 2007: George Gently - 2008: Speed Racer - 2008: Immer Wirbel um Marie - 2008: Valkyrie - 2009: Ready or Not (Außerdem Drehbuchautor und Co-Produzent) - 2009: Una casa de ensueño - 2009: Tribute - 2009: Acholiland - 2010: Ein Fall für zwei - 2010: Der Bergdoktor - 2010: Die Siedler 7 (Sprecher) - 2011: La casa del bien y del mal - 2011: Los tres mosqueteros - 2014: El regreso de Hércules - 2023: Indiana Jones y el dial del destino |